# Newport-on-Tay
Newport-on-Tay este un oraș în nord-estul regiunii Fife din Scoția. Orașul își datorează existența unui feribot care traversa râul Tay în acel loc începând cu secolul XII. În anii 1820, un nou port a fost construit la Newport (care, în engleză, înseamnă 'port nou').